# Glochidion johnstonei
Glochidion johnstonei là một loài thực vật thuộc họ Euphorbiaceae. Đây là loài đặc hữu của Ấn Độ.